# 维莱塞克塞勒
维莱塞克塞勒（法語：Villersexel，法語發音：[vilɛʁsɛksɛl]），法国东北部市镇，位于勃艮第-弗朗什-孔泰大区上索恩省，隶属于吕尔区，其市镇面积为13.19平方公里，2022年1月1日时人口数量为1,425人，在法国城市中排名第7,287位。
维莱塞克塞勒位于上索恩省南部，奥尼翁河与塞河交汇处，历史上因同名战役而闻名，现代为一个区域性的中心市镇，多条公路在此交汇。

## 地名来源

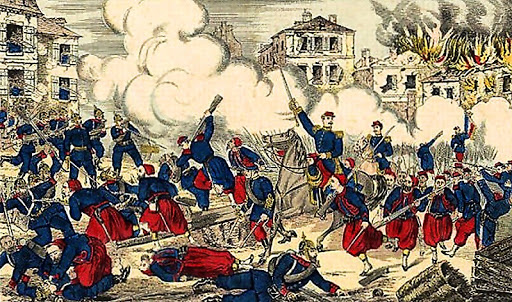
维莱塞克塞勒战役（插画）

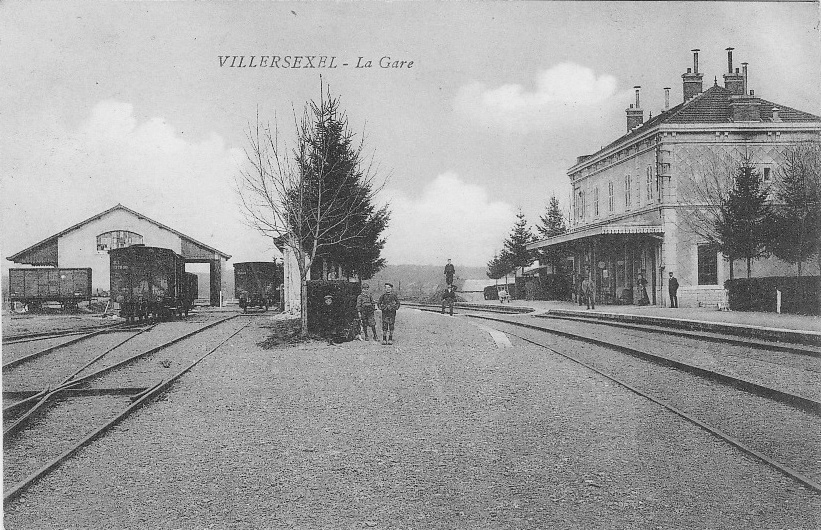
20世纪初的维莱塞克塞勒火车站

“维莱塞克塞勒”一名的来源于拉丁语，其中“Viller”出自“Villa”，意为“村落”；“Sexel”则来自拉丁语单词“Saxum”，意为“岩石”，该名称可能与当地的自然地理景观有关。

## 历史
根据当地官方网站的论述，维莱塞克塞勒最初建城于公元10世纪，彼时当地领主在此修建了城堡和教堂，其附近逐渐形成聚落。12世纪时，维莱塞克塞勒成为福科涅家族的一处领地。中世纪末期，维莱塞克塞勒成为奥尼翁河畔的一处要塞，当地出现了城墙及防御设施。三十年战争期间，维莱塞克塞勒被损毁。1699年，格拉蒙家族继承了维莱塞克塞勒，其家族成员米歇尔-多罗泰（Michel-Dorothée）主持修建了维莱塞克塞勒城堡。法国大革命后，维莱塞克塞勒成为上索恩省的一个市镇。普法战争期间，维莱塞克塞勒附近的区域曾被普鲁士军队占领。1871年1月9日，法军发动维莱塞克塞勒战役，最终击退了普鲁士军队，但该战役使得维莱塞克塞勒城堡及其城市遭到严重破坏，其重建工程于1887年完工。19世纪末，途径维莱塞克塞勒的蒙博宗－吕尔铁路以及地方铁路线建成运行，后因设施老化及亏损而废弃。二战后，当地人口数量略有增加，居民区范围向南得到扩张。

## 地理

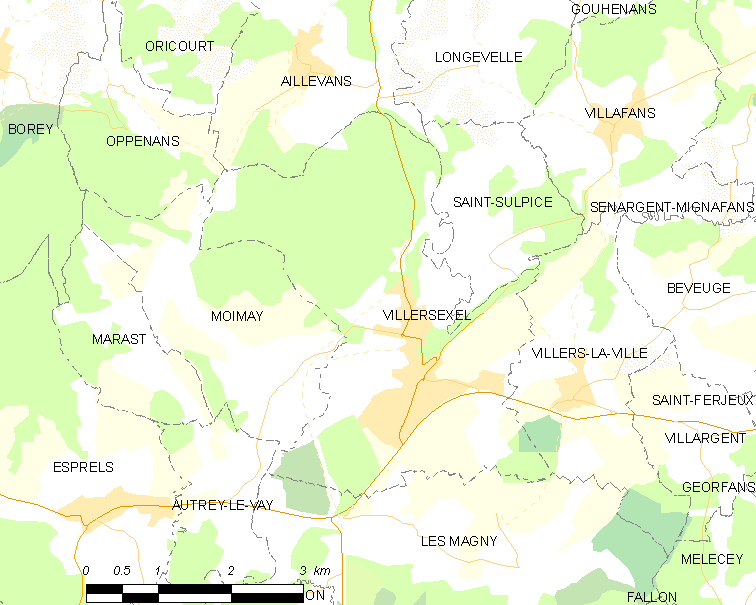
维莱塞克塞勒市镇范围地图

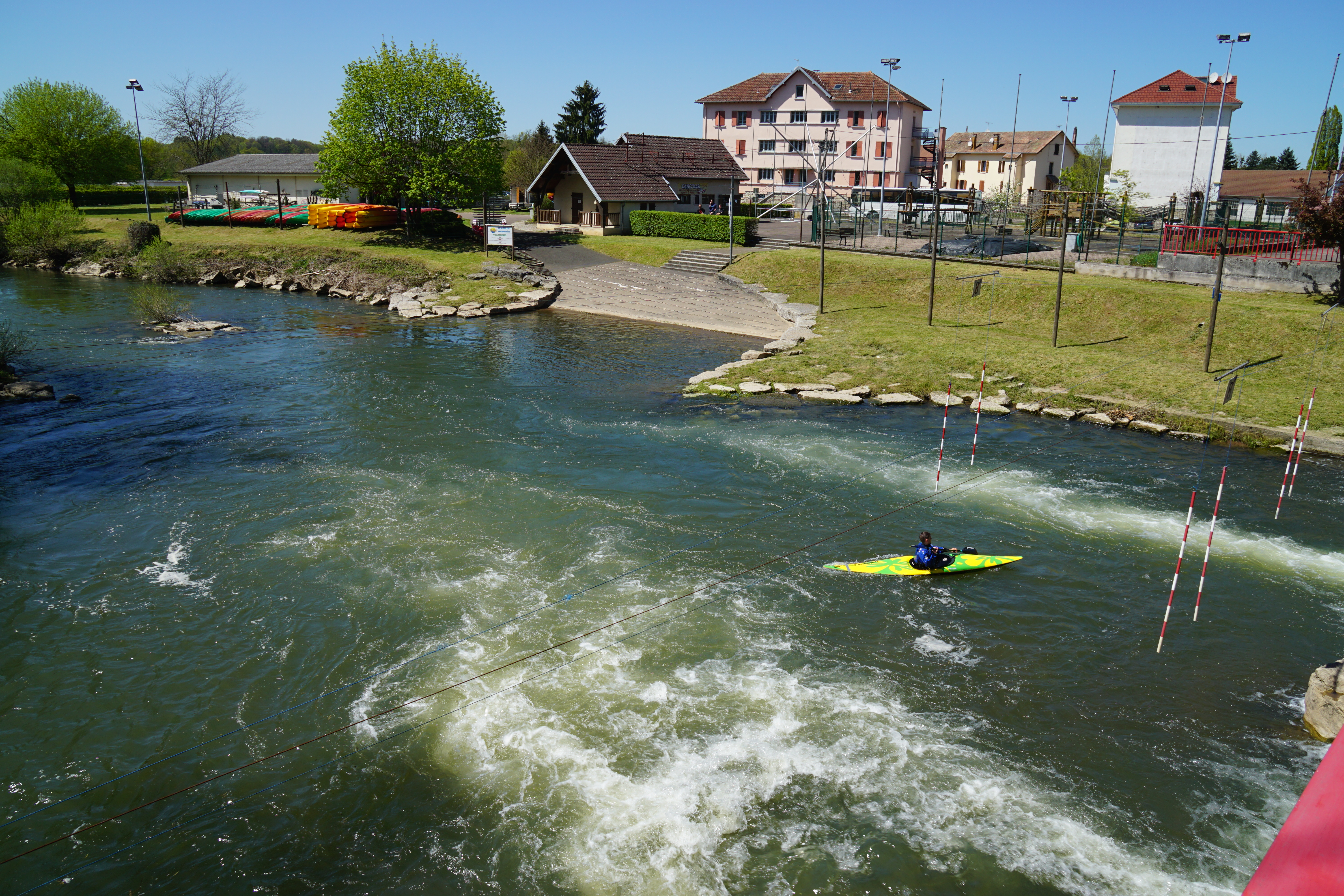
流经维莱塞克塞勒的奥尼翁河

维莱塞克塞勒位于法国东北部，勃艮第-弗朗什-孔泰大区东北部和上索恩省南部偏东，距离省会沃苏勒大约26公里。与维莱塞克塞勒接壤的市镇包括：奥珀南、阿耶旺、穆瓦迈、欧特雷勒韦、圣叙尔皮斯、莱马尼和维莱城。

### 地形
维莱塞克塞勒位于索恩孚日山西部延伸地带，境内以浅丘为主，市镇中心地势较为平坦，全境海拔在257到318米之间。

### 水文
维莱塞克塞勒位于罗讷河流域，奥尼翁河自东北向西南流经境内，其左岸支流塞河（又称“罗尼翁河”）在此与其交汇。

### 植被
维莱塞克塞勒属于温带阔叶混交林区，林地主要分布于河流附近，市镇范围南北两侧分别为莱沙耶树林（Bois des Chailles）和富热赖树林（Bois de Fougeray）。
在鲜花城市的评比中，维莱塞克塞勒暂未被评级。

### 气候
维莱塞克塞勒在柯本气候分类法中属于带有大陆性特征的温带海洋性气候。
维莱塞克塞勒境内设有气象站，以下为该气象站的数据（其中日照数据取自贝桑松气象站）：
| 维莱塞克塞勒1981年－2019年 | 维莱塞克塞勒1981年－2019年 | 维莱塞克塞勒1981年－2019年 | 维莱塞克塞勒1981年－2019年 | 维莱塞克塞勒1981年－2019年 | 维莱塞克塞勒1981年－2019年 | 维莱塞克塞勒1981年－2019年 | 维莱塞克塞勒1981年－2019年 | 维莱塞克塞勒1981年－2019年 | 维莱塞克塞勒1981年－2019年 | 维莱塞克塞勒1981年－2019年 | 维莱塞克塞勒1981年－2019年 | 维莱塞克塞勒1981年－2019年 | 维莱塞克塞勒1981年－2019年 |
| 月份                       | 1月                        | 2月                        | 3月                        | 4月                        | 5月                        | 6月                        | 7月                        | 8月                        | 9月                        | 10月                       | 11月                       | 12月                       | 全年                       |
| -------------------------- | -------------------------- | -------------------------- | -------------------------- | -------------------------- | -------------------------- | -------------------------- | -------------------------- | -------------------------- | -------------------------- | -------------------------- | -------------------------- | -------------------------- | -------------------------- |
| 历史最高温 °C（°F）        | 17 (63)                    | 18.6 (65.5)                | 22.9 (73.2)                | 28 (82)                    | 32.6 (90.7)                | 34.9 (94.8)                | 36.3 (97.3)                | 38.4 (101.1)               | 31.5 (88.7)                | 28 (82)                    | 24.5 (76.1)                | 17.9 (64.2)                | 38.4 (101.1)               |
| 平均高温 °C（°F）          | 5.2 (41.4)                 | 7.2 (45.0)                 | 11.3 (52.3)                | 15.5 (59.9)                | 19.9 (67.8)                | 23.8 (74.8)                | 25.6 (78.1)                | 24.9 (76.8)                | 20.1 (68.2)                | 15.7 (60.3)                | 9 (48)                     | 5.3 (41.5)                 | 15.3 (59.5)                |
| 日均气温 °C（°F）          | 2.1 (35.8)                 | 3.3 (37.9)                 | 6.5 (43.7)                 | 9.9 (49.8)                 | 14.3 (57.7)                | 17.7 (63.9)                | 19.5 (67.1)                | 19 (66)                    | 14.8 (58.6)                | 11.1 (52.0)                | 5.7 (42.3)                 | 2.6 (36.7)                 | 10.5 (50.9)                |
| 平均低温 °C（°F）          | −1 (30)                    | −0.6 (30.9)                | 1.7 (35.1)                 | 4.2 (39.6)                 | 8.6 (47.5)                 | 11.5 (52.7)                | 13.4 (56.1)                | 13 (55)                    | 9.4 (48.9)                 | 6.5 (43.7)                 | 2.3 (36.1)                 | −0.2 (31.6)                | 5.7 (42.3)                 |
| 历史最低温 °C（°F）        | −14.9 (5.2)                | −15.1 (4.8)                | −18 (0)                    | −5 (23)                    | −1.9 (28.6)                | 1 (34)                     | 5.1 (41.2)                 | 3.2 (37.8)                 | −0.9 (30.4)                | −6.7 (19.9)                | −11.1 (12.0)               | −19.4 (−2.9)               | −19.4 (−2.9)               |
| 平均降水量 mm（）          | 71.7 (2.82)                | 76.6 (3.02)                | 81.3 (3.20)                | 72.6 (2.86)                | 101.7 (4.00)               | 77.2 (3.04)                | 91.7 (3.61)                | 96.8 (3.81)                | 96.1 (3.78)                | 104.8 (4.13)               | 95.4 (3.76)                | 99.4 (3.91)                | 1,065.3 (41.94)            |
| 月均日照時數               | 75.1                       | 95.5                       | 142.1                      | 176.1                      | 206.6                      | 230.4                      | 244.1                      | 232.3                      | 175.8                      | 132.6                      | 72.7                       | 53                         | 1,836.3                    |
| 来源：infoclimat.fr        |                            |                            |                            |                            |                            |                            |                            |                            |                            |                            |                            |                            |                            |

## 行政区划
维莱塞克塞勒是法国勃艮第-弗朗什-孔泰大区上索恩省的一个市镇，编号为70561。维莱塞克塞勒隶属于吕尔区和上索恩省第二选区，管理维莱塞克塞勒县，同时也是维莱塞克塞勒地区市镇公共社区的办公驻地。
法国国家统计与经济研究所（简称）在进行数据统计时，未将维莱塞克塞勒划入任何城市核心区（Unité urbaine）、城市区（Aire urbaine）以及城市辐射区（Aire d'attraction）内。此外，还将维莱塞克塞勒市镇整体看作一个“块区”（IRIS），以便于统计人口分布情况。

## 交通

### 公路
多条上索恩省省道在维莱塞克塞勒境内交汇。
| 5 第戎 贝桑松 | 23 |

| 12 米卢斯 | 37 |

| 沃苏勒 | 26 |

| 埃皮纳勒 | 92 |

| 埃里库尔 | 30 |

| 吕尔 | 20 |

| 贝桑松 | 56 |

| 格雷 | 83 |

| 里奥 | 37 |

| 杜河畔利勒 | 21 |

| 贝尔福 | 40 |

| 蒙贝利亚尔 | 33 |

| 吕克瑟伊莱班 | 38 |

| 索恩港 | 39 |

2018年，70.5%的维莱塞克塞勒家庭拥有至少一辆私人汽车。2019年，维莱塞克塞勒境内共发生各类交通事故1起，造成1人受伤。

### 铁路

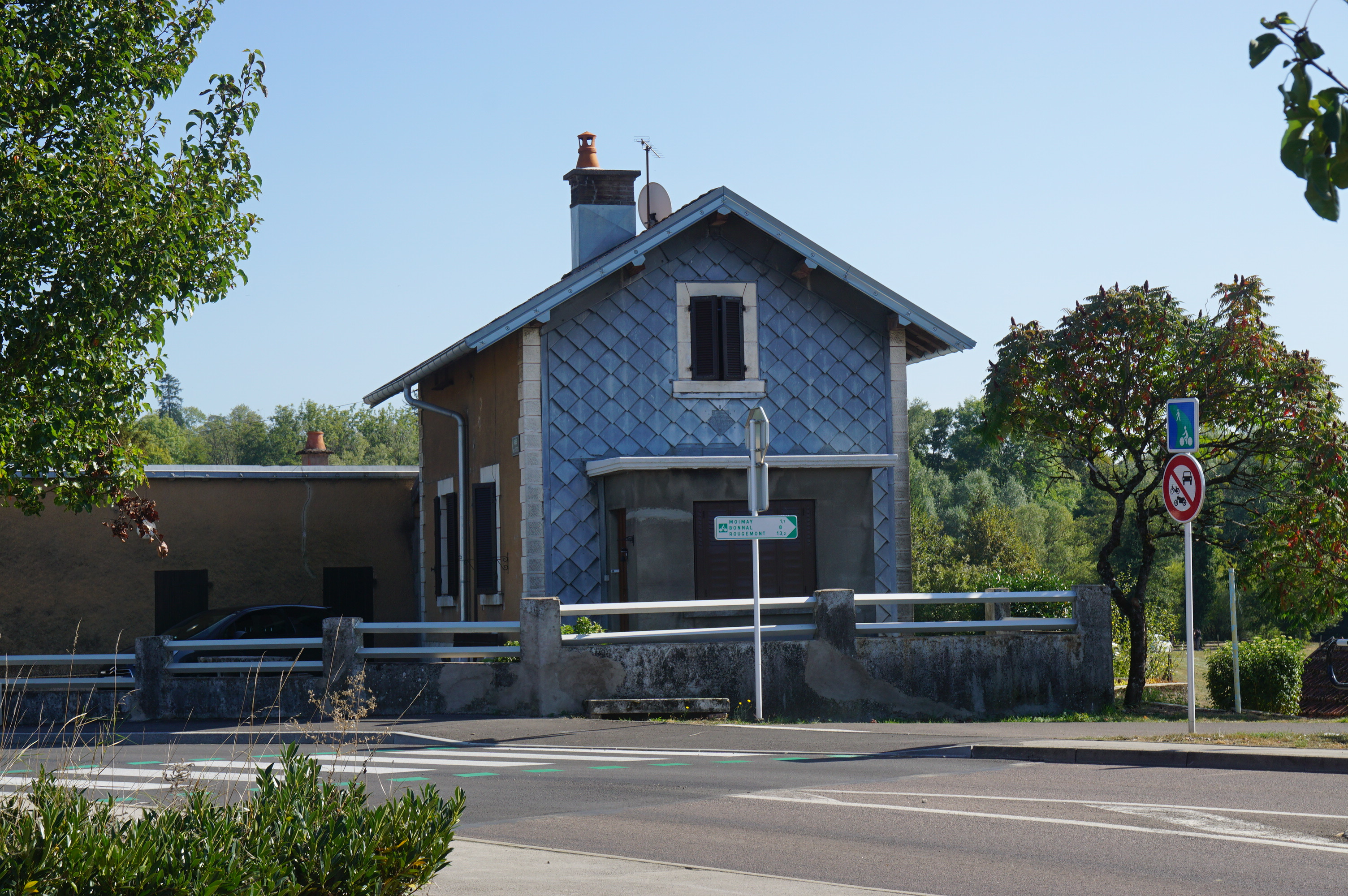
维莱塞克塞勒火车站旧址

途径维莱塞克塞勒的蒙博宗－吕尔铁路已废弃并被改造成为健身步行绿道。
距离维莱塞克塞勒最近运营中的客运铁路车站为20公里外的吕尔站，改造停靠往返于巴黎和米卢斯一线以及往返于贝尔福和埃皮纳勒之间的区域列车。

### 航空
距离维莱塞克塞勒最近的民用航空站为巴塞尔-米卢斯-弗赖堡欧洲机场，距离维莱塞克塞勒市中心的公路里程约109公里。

### 城市公共交通
截至2022年2月，维莱塞克塞勒暂无城市公共交通系统。

## 政治

### 市政内阁

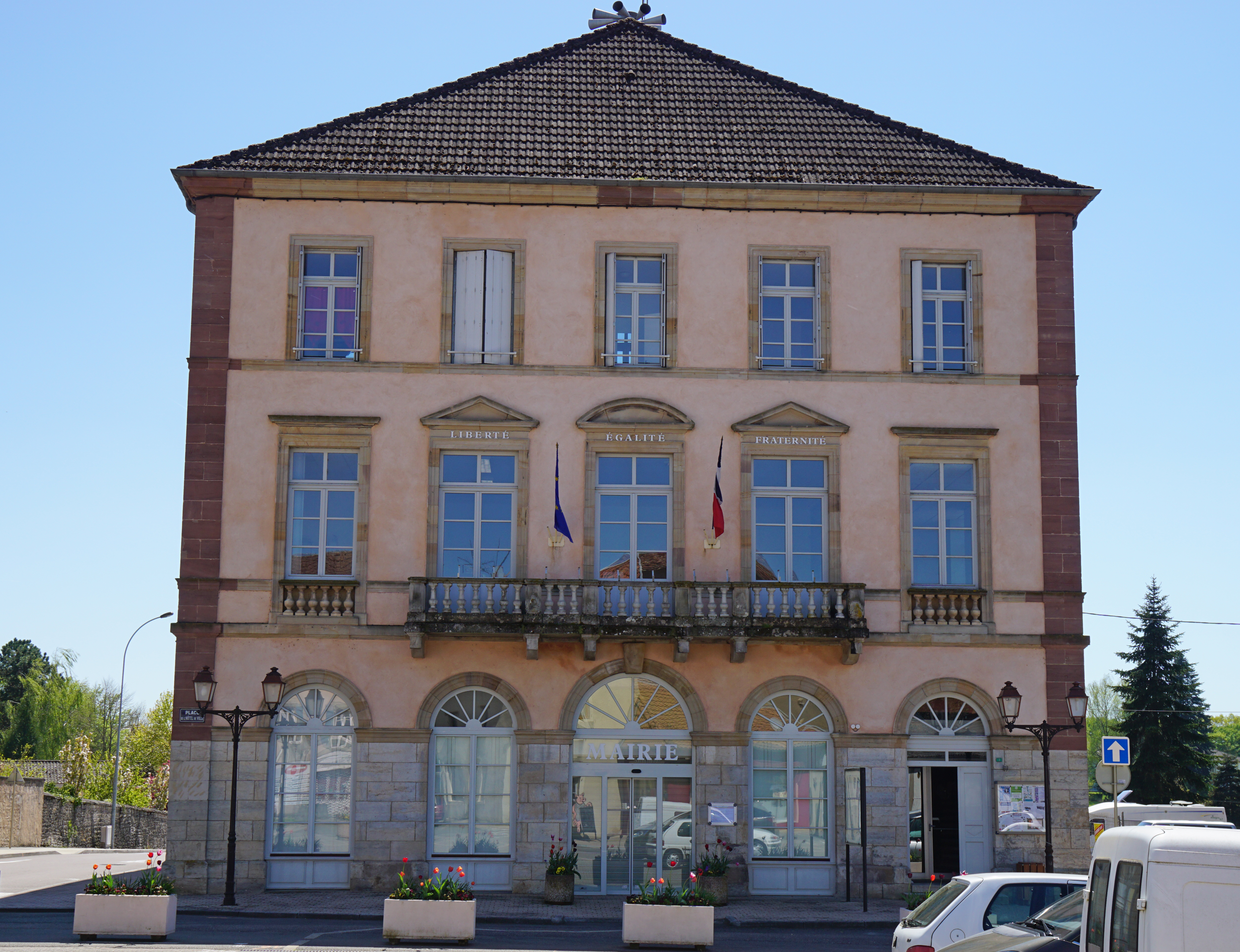
维莱塞克塞勒市政厅

维莱塞克塞勒的现任市长为芭芭拉·博克斯塔尔女士（Barbara Bockstall），她是一名左翼无党派人士，在2020年的市政选举中获得了100%的支持率（无其他候选人）。
| 维莱塞克塞勒历届市长 | 维莱塞克塞勒历届市长                   | 维莱塞克塞勒历届市长 |
| 任期                 | 市长                                   | 党派                 |
| -------------------- | -------------------------------------- | -------------------- |
| 1945年－1947年       | François De Grammont 弗朗索瓦·德格拉蒙 | 不详                 |
| 1947年－1953年       | Louis Chevrolet 路易·雪佛莱            | 不详                 |
| 1953年－1992年       | Michel Miroudot 米歇尔·米鲁多          | RI独立激进党         |
| 1992年－2001年       | Charles Robert 夏尔·罗贝尔             | UDF法国民主联盟      |
| 2001年－2020年       | Gérard Pelleteret 热拉尔·佩勒特雷      | DVG左翼无党派人士    |
| 2020年－             | Barbara Bockstall 芭芭拉·博克斯塔尔    | DVG左翼无党派人士    |

### 各级选举
| 维莱塞克塞勒历届投票选举结果 | 维莱塞克塞勒历届投票选举结果 | 维莱塞克塞勒历届投票选举结果 | 维莱塞克塞勒历届投票选举结果 | 维莱塞克塞勒历届投票选举结果  | 维莱塞克塞勒历届投票选举结果 | 维莱塞克塞勒历届投票选举结果 | 维莱塞克塞勒历届投票选举结果 | 维莱塞克塞勒历届投票选举结果 | 维莱塞克塞勒历届投票选举结果 |
| 选举项目                     | 选举范围                     | 选区单位                     | 选举结果                     | 选举结果                      | 选举结果                     | 选举结果                     | 选举结果                     | 选举结果                     | 参考资料                     |
| 选举项目                     | 选举范围                     | 选区单位                     | 第一轮胜出者                 | 第一轮胜出者                  | 支持率                       | 第二轮胜出者                 | 第二轮胜出者                 | 支持率                       | 参考资料                     |
| ---------------------------- | ---------------------------- | ---------------------------- | ---------------------------- | ----------------------------- | ---------------------------- | ---------------------------- | ---------------------------- | ---------------------------- | ---------------------------- |
| 2017年法國總統選舉           | 法國                         | 市镇                         |                              | 玛丽娜·勒庞                   | 28.39%                       |                              | 埃马纽埃尔·马克龙            | 56.71%                       | [ 16 ]                       |
| 2017年法国立法选举           | 上索恩省第二选区             | 市镇                         |                              | 克里斯托夫·勒热纳             | 30.75%                       |                              | 克里斯托夫·勒热纳            | 62.9%                        | [ 16 ]                       |
| 2019年欧洲议会选举           | 法國                         | 市镇                         |                              | 行使权力党                    | 29.31%                       | （不适用）                   | （不适用）                   | （不适用）                   | [ 16 ]                       |
| 2021年法国省级选举           | 上索恩省                     | 县                           |                              | 伊莎贝尔·热安 米什·里夏尔     | 37.15%                       |                              | 伊莎贝尔·热安 米什·里夏尔    | 54.48%                       | [ 17 ]                       |
| 2021年法国省级选举           | 上索恩省                     | 市镇                         |                              | 芭芭拉·博克斯塔尔 帕特里克·古 | 39.95%                       |                              | 伊莎贝尔·热安 米什·里夏尔    | 53.45%                       | [ 17 ]                       |
| 2021年法国大区选举           |                              | 市镇                         |                              | 朱利安·奥杜尔                 | 26.84%                       |                              | 玛丽-吉特·迪费               | 36.83%                       | [ 18 ]                       |

## 人口
2018年，维莱塞克塞勒市镇人口数量为1,428，在法国排名第7,287位。其中男性657人，女性771人，75岁及以上人口占15.3%，外籍人口数量为376人，人口密度为108人/平方公里，当地居民被称为（男性）或（女性）。2019年，维莱塞克塞勒境内出生8人，死亡人口44人。
| 维莱塞克塞勒1901年－2019年人口变化情况 |
|                                        |
| 数据来源：Cassini、INSEE               |

## 经济

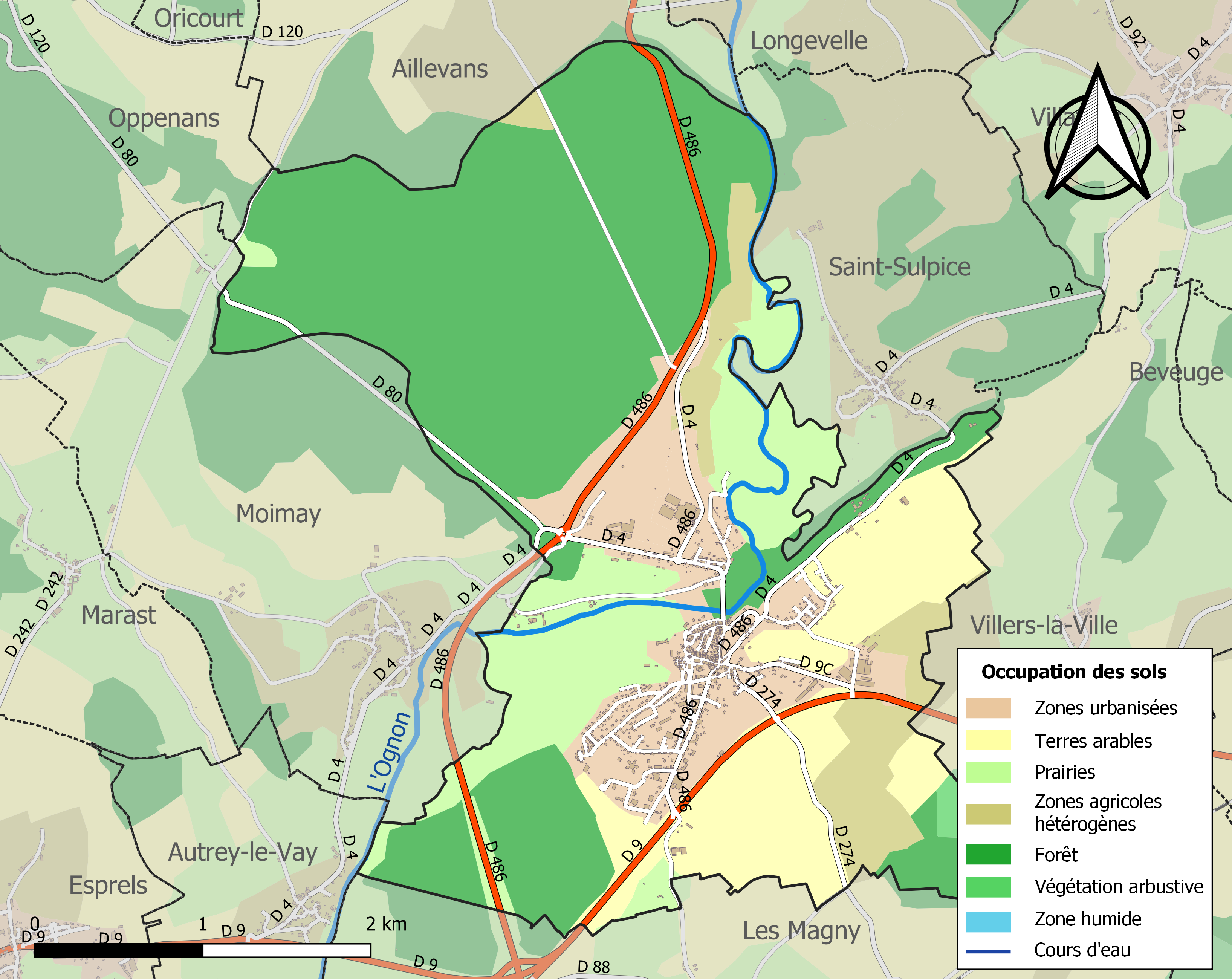
维莱塞克塞勒土地利用情况地图

维莱塞克塞勒是一个区域性的中心市镇。截止2022年1月，维莱塞克塞勒市镇范围内共有各类用人单位（包含自雇）276家，平均历史为22年，其中98.69%为中小型企业（PME）。（管道安装）、（汽车销售）及（财会）是当地2020年营业额最高的三个企业，分别为1,908,598欧元、384,320欧元和102,220欧元。

## 财政与居民收入
2020年，维莱塞克塞勒的财政收入总额为1,005,610欧元，财政支出总额为828,250欧元，当年的债务总额为1,023,570欧元。2021年，维莱塞克塞勒共获得264,357欧元的国家财政补助，比上一年增加了5.31%。
2019年，维莱塞克塞勒的家庭平均月收入总额为1,621欧元，低于法国平均水平（2,318欧元）。
2018年，维莱塞克塞勒境内的青壮年（15至64岁）失业率为17.1%，当地39.6%的家庭拥有纳税资格，平均纳税2,328欧元，低于法国平均水平（3,910欧元）。

## 社会事务

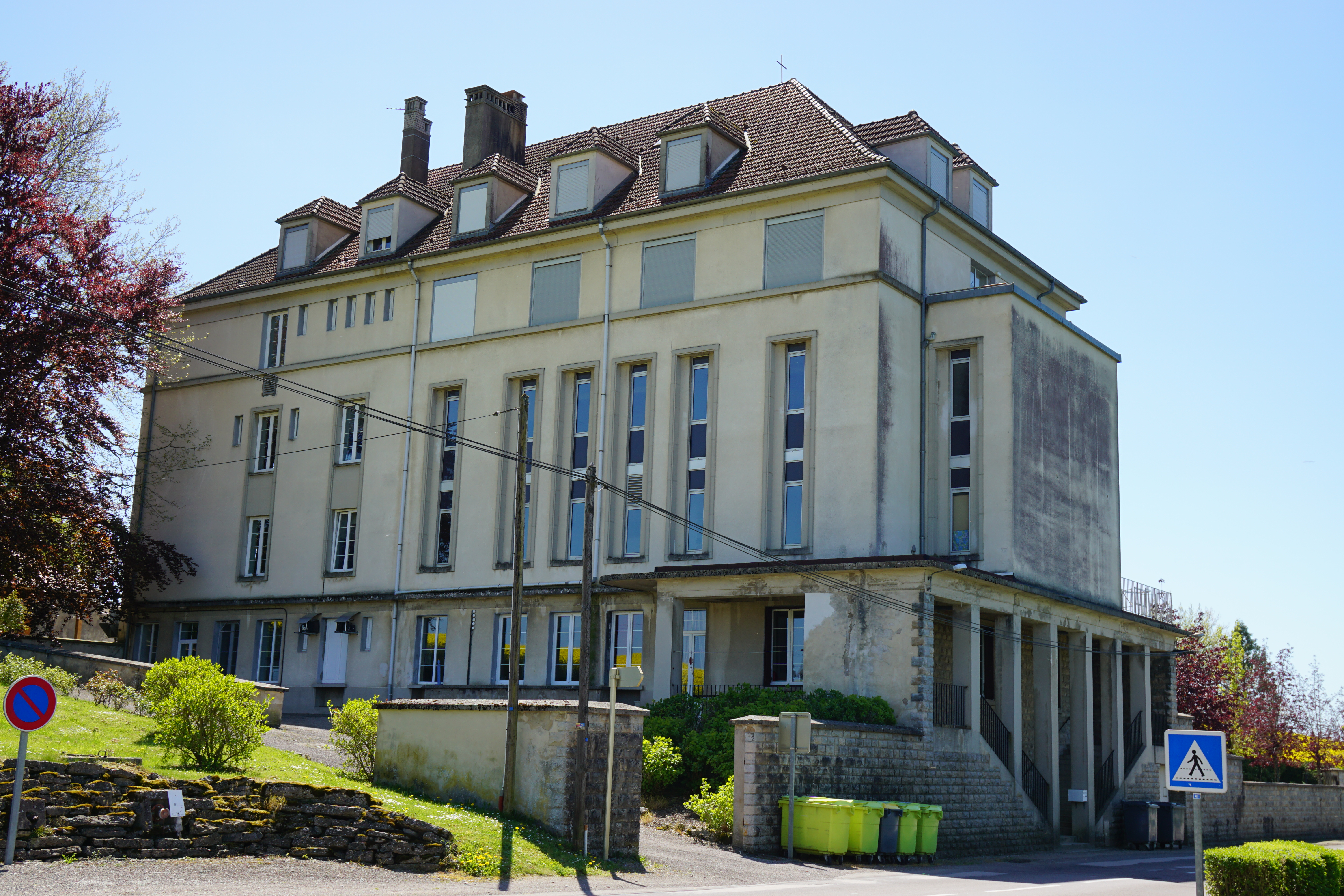
维莱塞克塞勒的一所学校

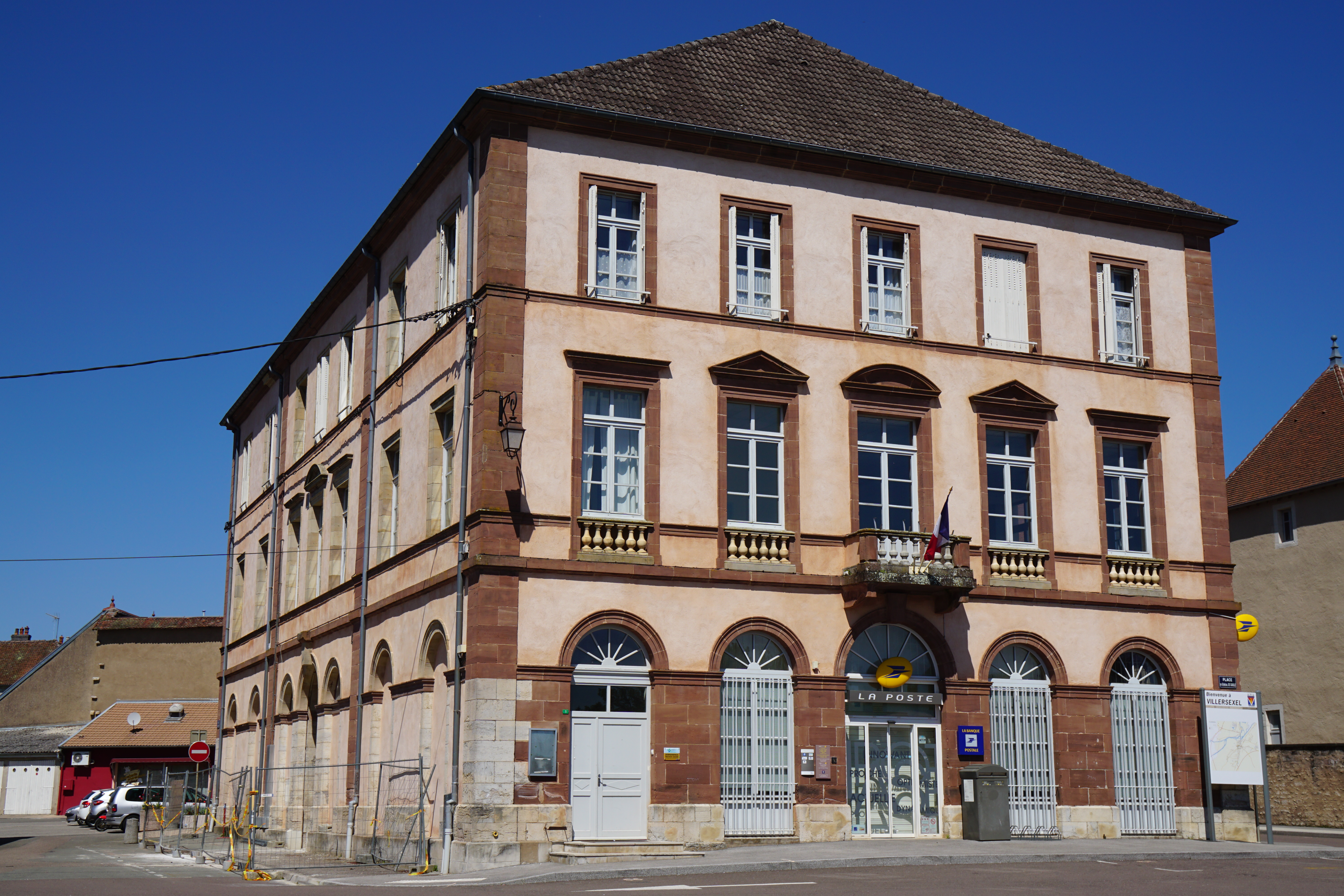
邮局

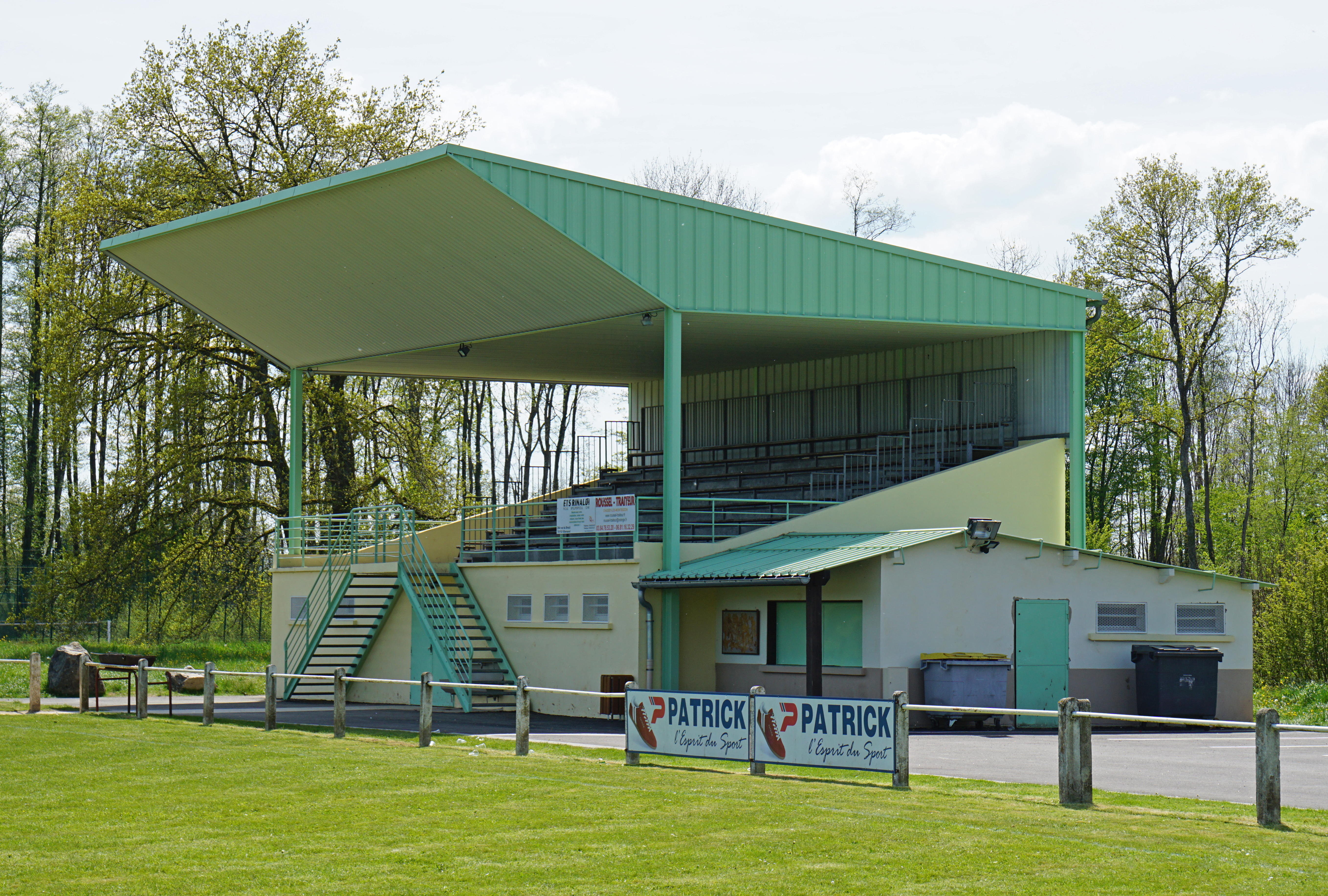
铁炉球场

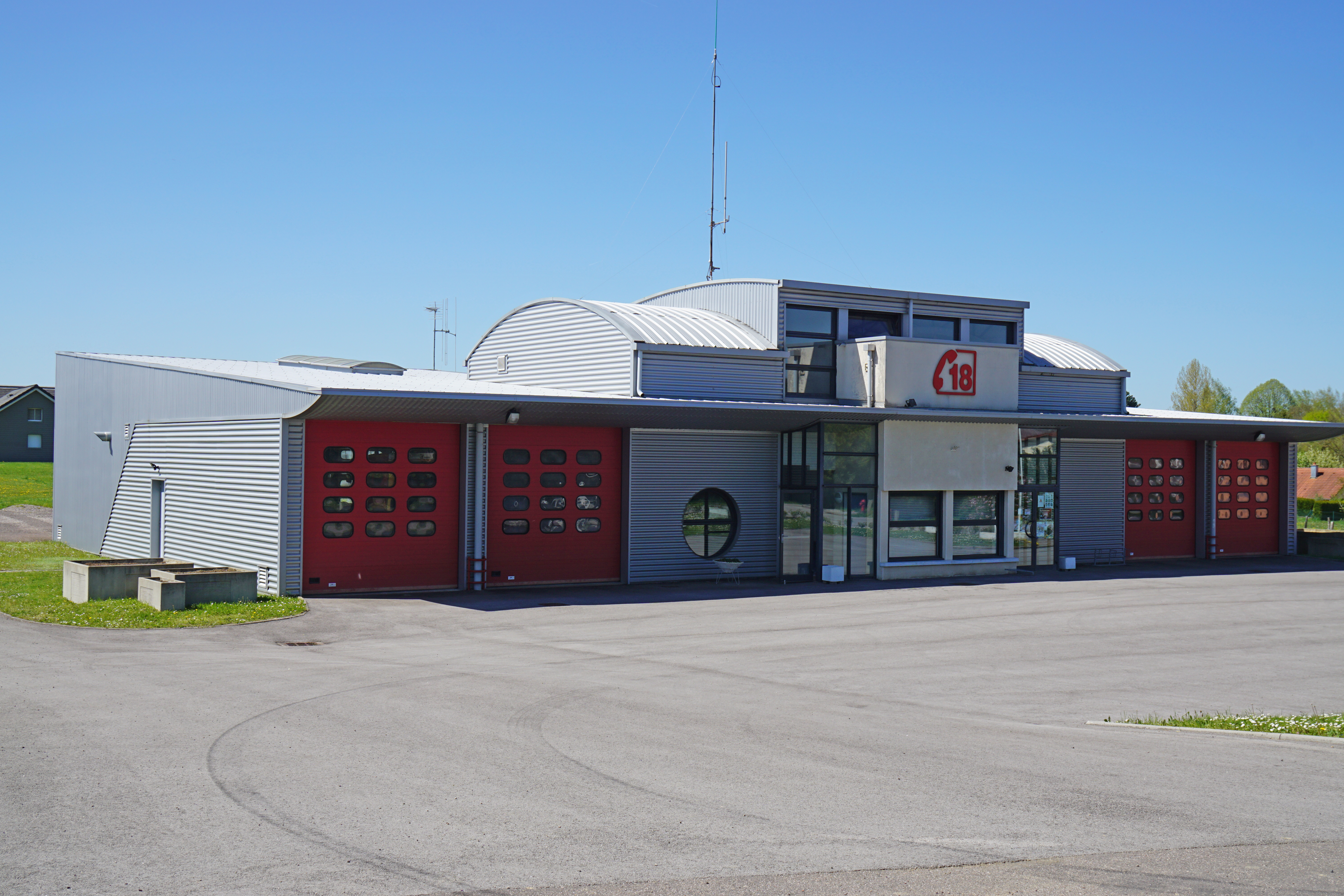
急救中心

### 教育
维莱塞克塞勒属于贝桑松学区。截止2020年1月1日，维莱塞克塞勒境内共有2所小学、1所初级中学和1所职业高中。2018至2019学年度，维莱塞克塞勒境内共有在校中等教育阶段学生387名。

### 医疗
截止2020年1月1日，维莱塞克塞勒境内共有全科医生3名、保健师3名、牙医1名和护士4名；境内共有药房2家、养老院2家、残疾人帮扶中心1家。
维莱塞克塞勒是上索恩省医疗集团（Groupe Hospitalier de la Haute-Saône）的服务范围，后者是法国的一个区域性医疗机构，其下属的吕尔病区距离维莱塞克塞勒市区的正常车程约20分钟，该院设有床位104个，是当地规模最大的公立综合性医院。

### 住房
2018年，维莱塞克塞勒境内共有各类住房728套，其中64.7%为独立式居民区，34.3%为集中式居民区。常住房屋占维莱塞克塞勒市镇范围内居民建筑总量的84.2%。
在住房保障政策方面，2020年，维莱塞克塞勒境内共有172户家庭获得了住房经济补助，受益人数占总人口数量的12%，其中166份为房租补助。

### 商业
2019年，维莱塞克塞勒境内共有各类实体商铺59家，其中餐厅8家、大型超市2家、面包房4家、肉铺2家、书店1家、银行门店5家、美容美发店2家、汽车维修店9家。市区南部建有Intermarché大型购物商场。

### 体育
2020年，维莱塞克塞勒境内共有1间体育馆、1座综合体育场、2处网球场、1处马术场以及1处足球或橄榄球场。
截至2022年2月，维莱塞克塞勒境内共有两家注册足球俱乐部。维莱塞克塞勒-埃斯普雷勒联盟（AS Villersexel Esprels，编号552729）是当地的代表性足球队，其主队2021至2022赛季参加上索恩省足球联赛乙组（法国第十级别），其主场铁炉球场（Stade de la Forge）位于市区西北部。

### 环境
维莱塞克塞勒的环境事务由其所属的维莱塞克塞勒地区市镇公共社区负责。2019年，维莱塞克塞勒境内暂无污染企业。

### 治安
2019年，维莱塞克塞勒市镇范围内有1处宪兵队。
维莱塞克塞勒所在地是吕尔国家宪兵队的管辖范围。2020年，该宪兵队辖区内共191个市镇累计发生各类案件2,621起，其中盗窃类案件1,069起，经济类案件455起，毒品交易类案件96起。

## 文化
2020年，维莱塞克塞勒境内暂无任何文化设施。维莱塞克塞勒市政府提供移动多媒体中心，每周三下午以及集市期间向公众开放。

### 建筑
维莱塞克塞勒境内有多处历史建筑，其中维莱塞克塞勒城堡是法国国家文物保护单位，镇中心的维莱塞克塞勒教堂（Église de Villersexel）则是当地的地标性建筑物。

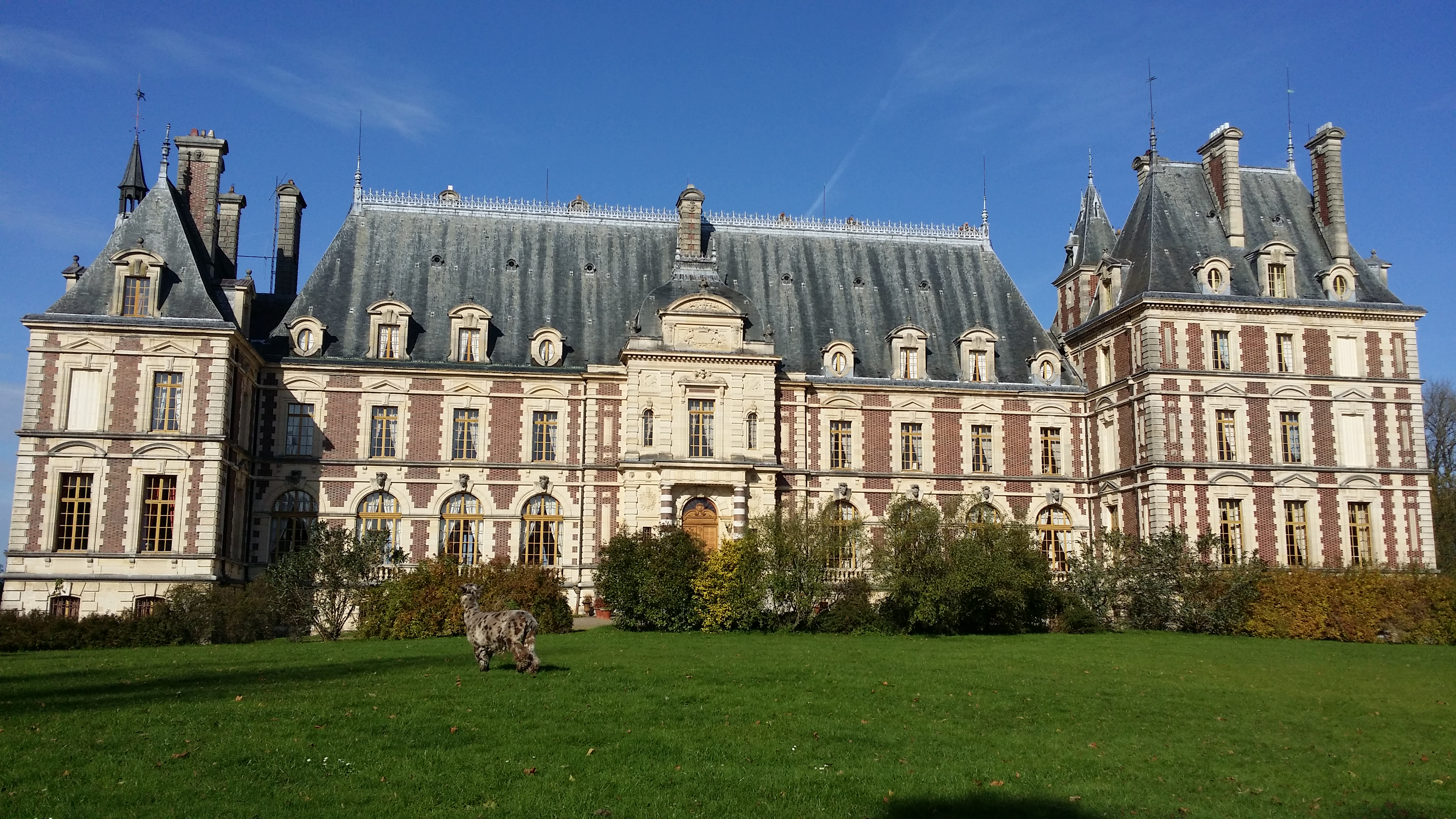
维莱塞克塞勒城堡（法语：Château de Villersexel）
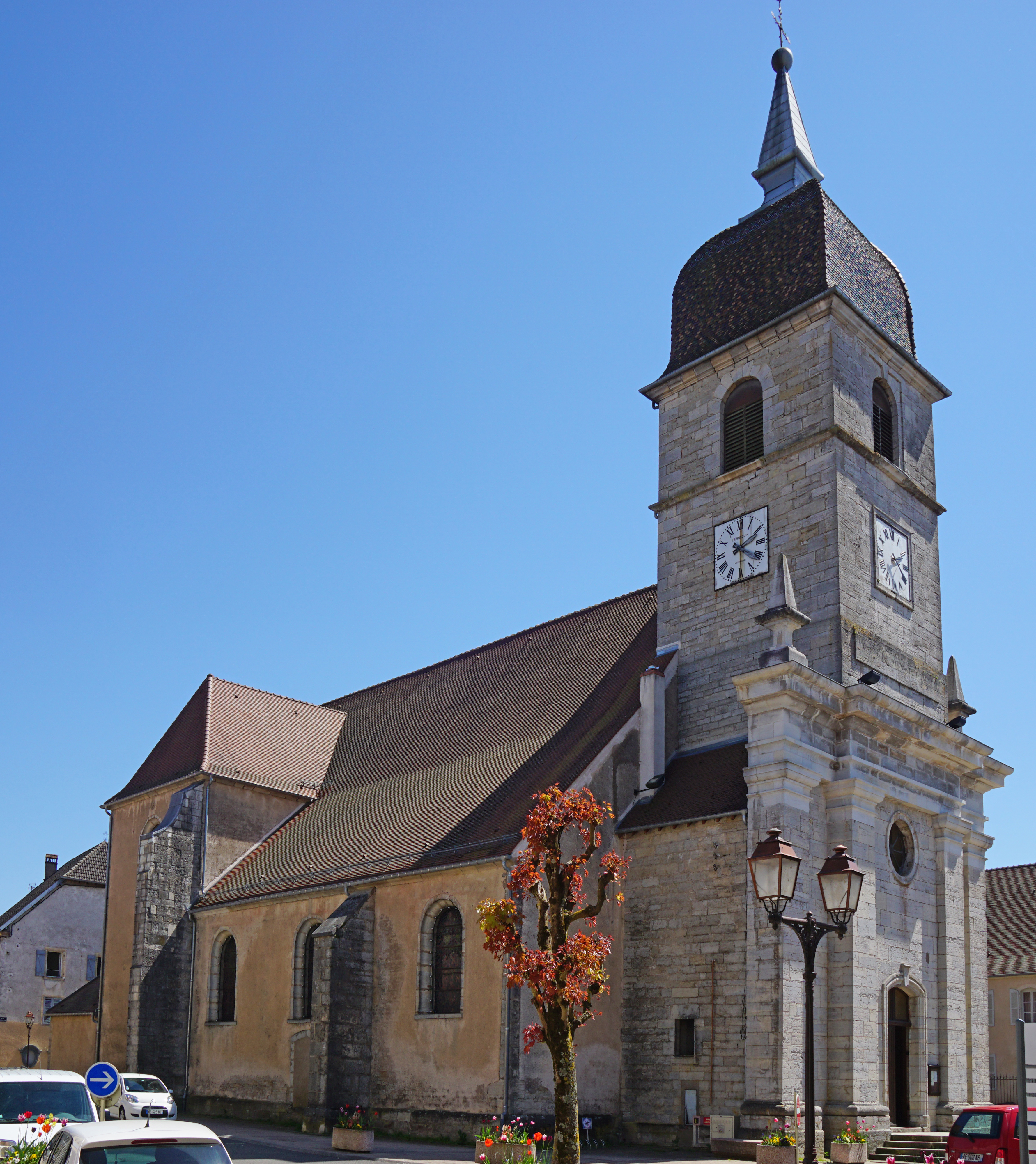
教堂
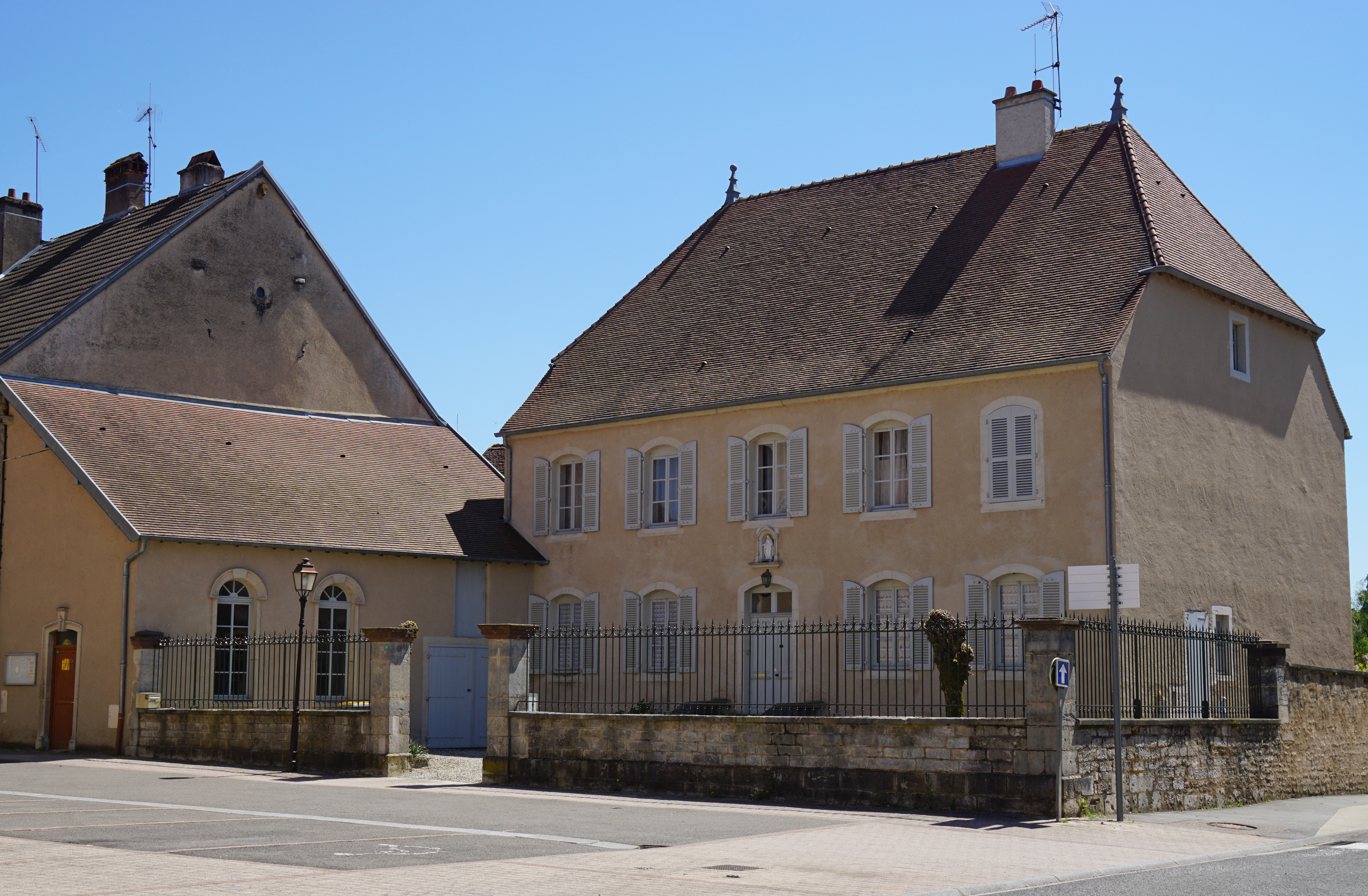
牧师楼
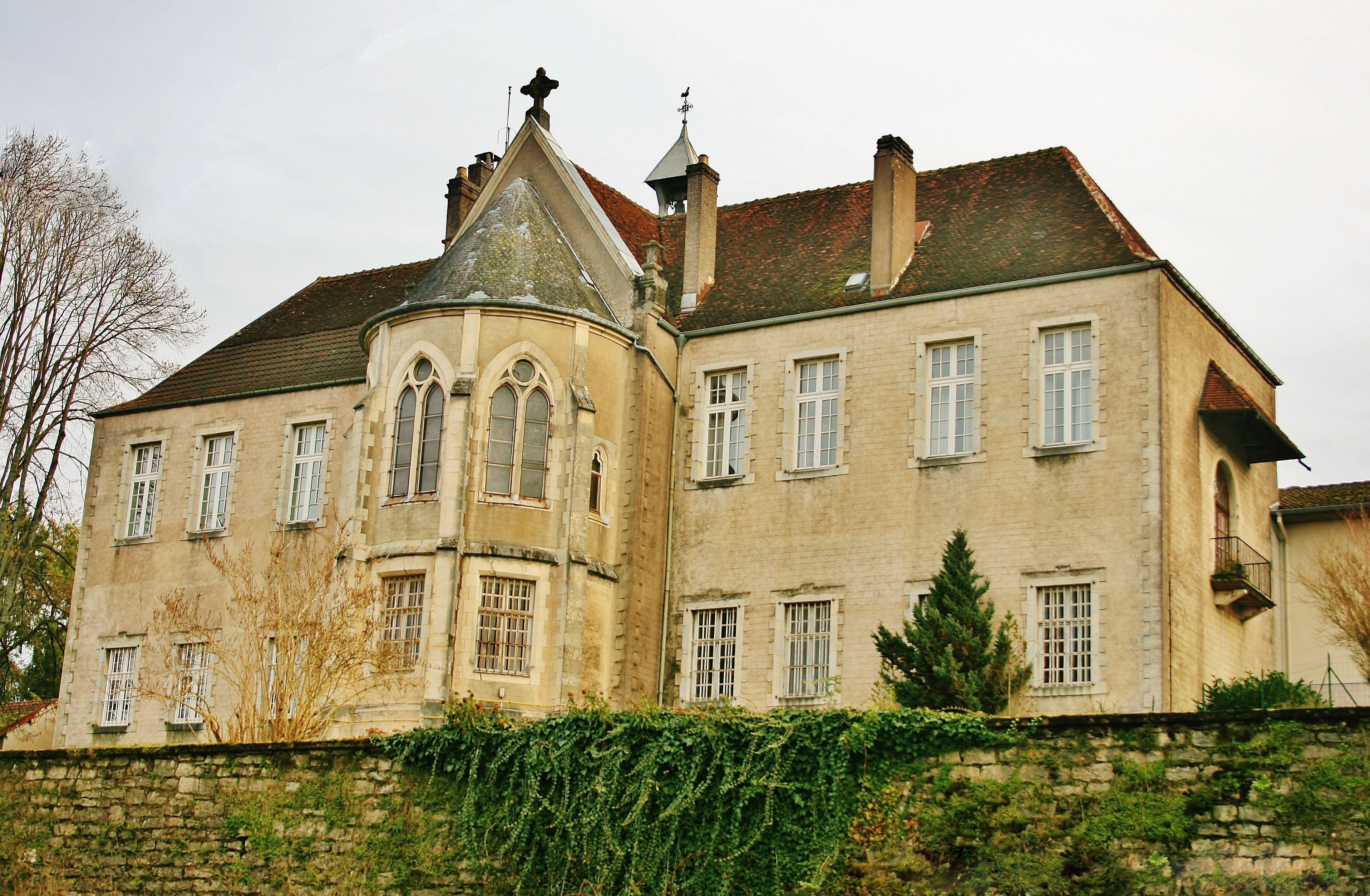
神学院旧址
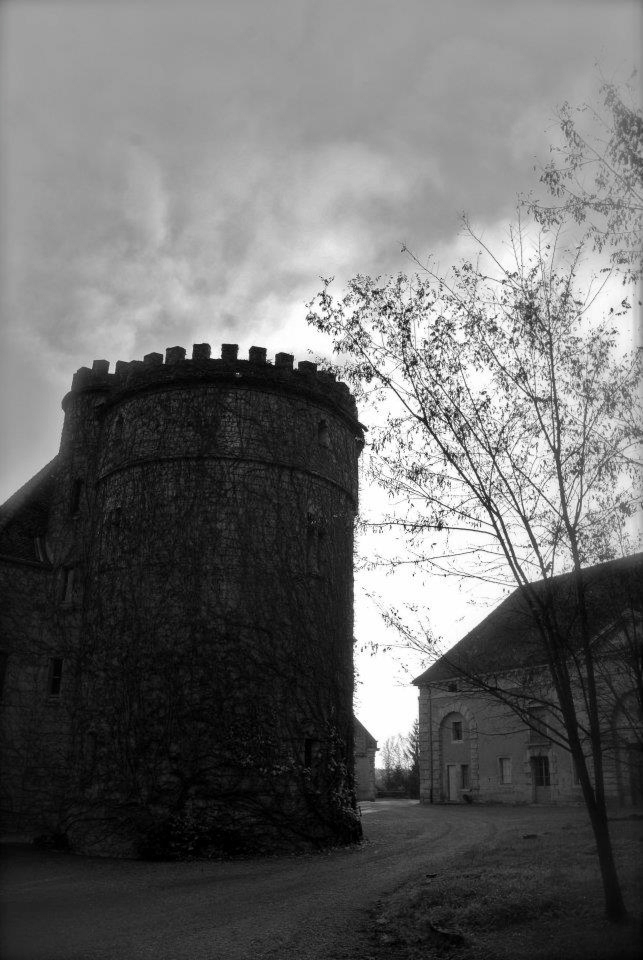
碉楼
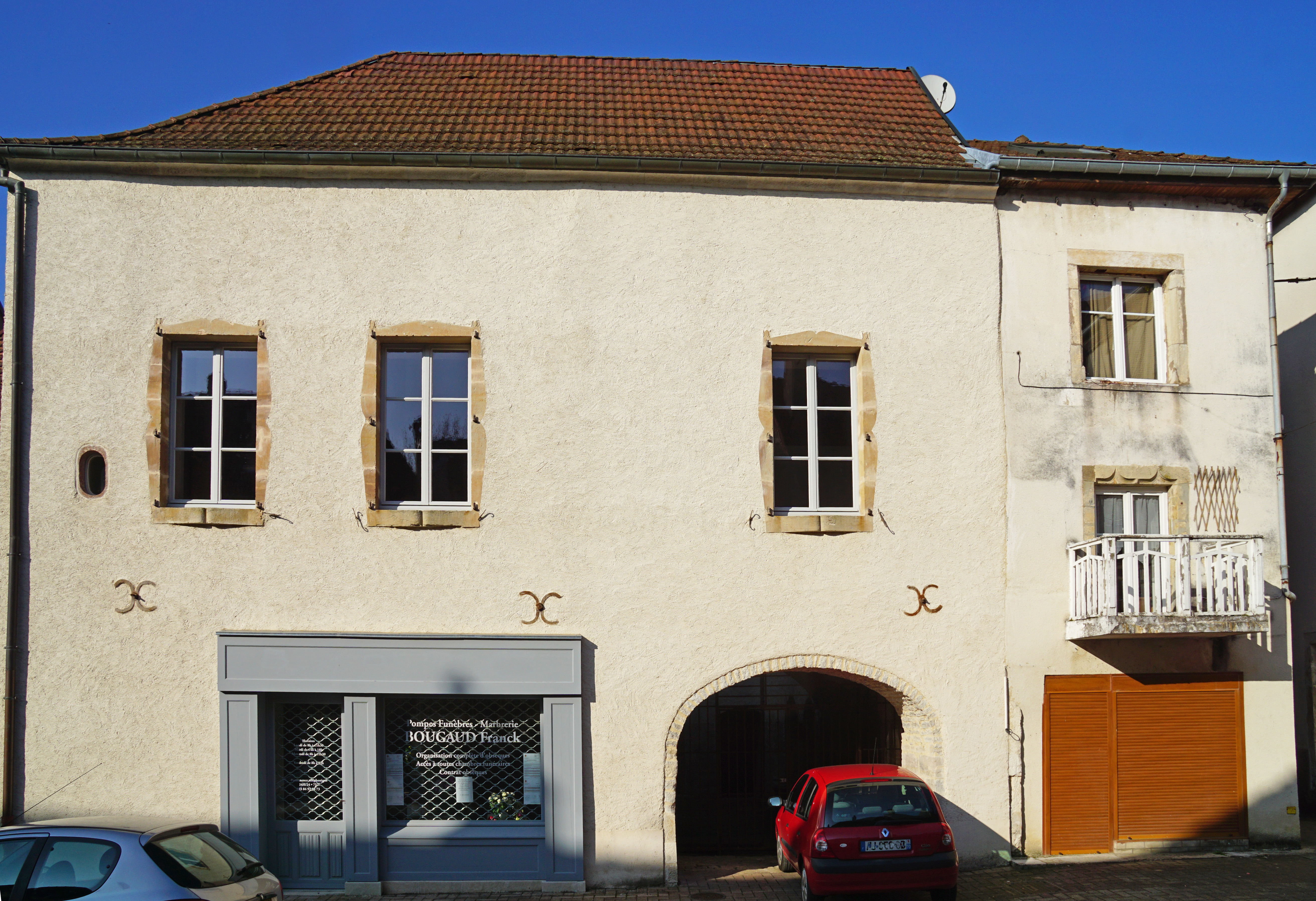
传统民居
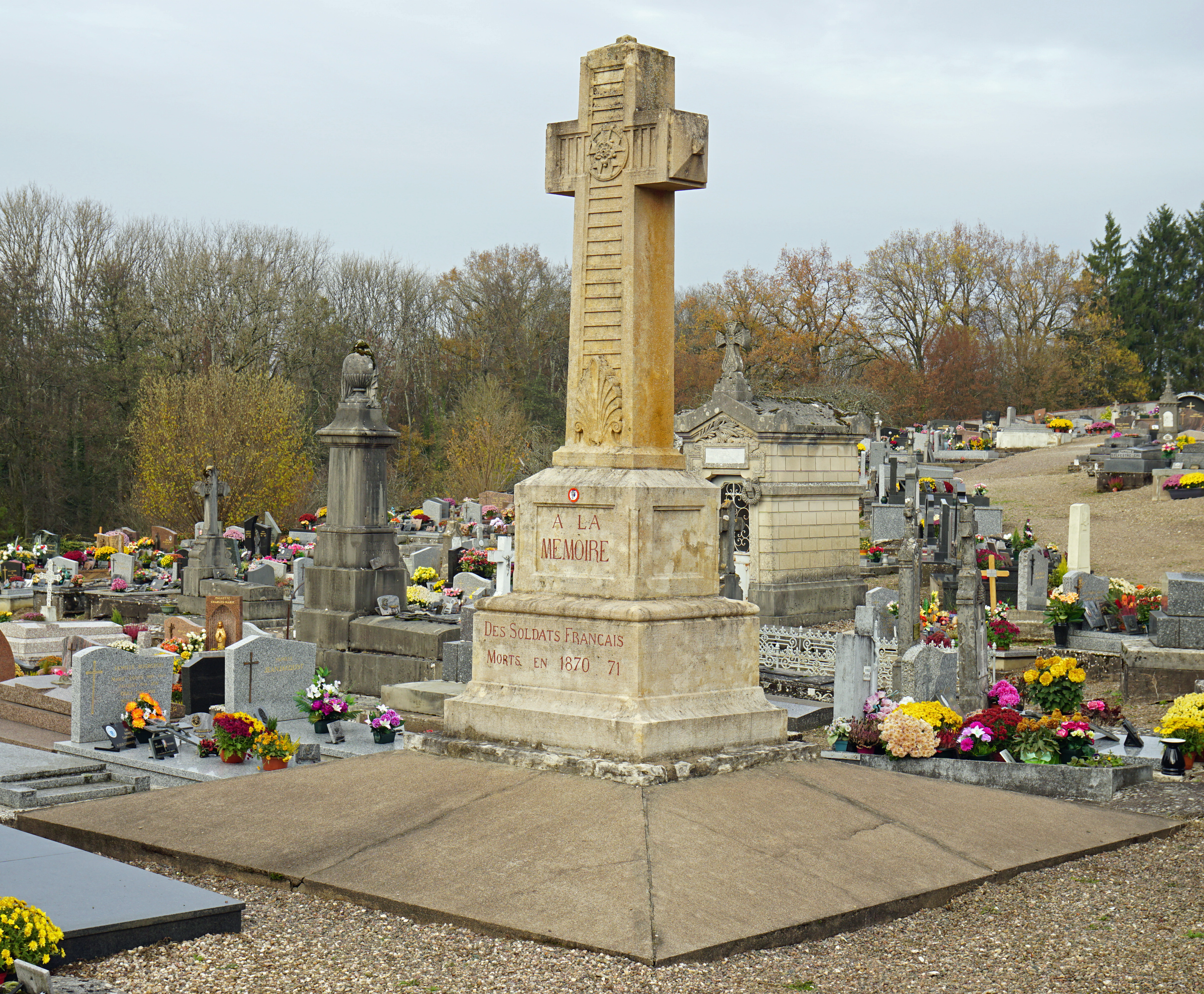
战争烈士纪念碑

### 旅游
维莱塞克塞勒的旅游事务由其所属的维莱塞克塞勒地区市镇公共社区负责。2021年，维莱塞克塞勒境内共有2家酒店共计34间房间；另有1个露营地，可容纳共91辆露营车。

### 媒体
法国主要的媒体均可在维莱塞克塞勒接收，法国电视三台下属的勃艮第-弗朗什-孔泰大区频道在部分时段播出维莱塞克塞勒所属区域的地方新闻。《东部共和国人报》是当地主要的地方媒体，总部位于南锡。

## 友好城市
截至2022年1月，维莱塞克塞勒共与一座城市互为友好城市关系：
- 德国 黑林山区舍瑙